# Station Sanok Dąbrówka
Station Sanok Dąbrówka is een spoorwegstation in de Poolse plaats Sanok.